# Lepidosperma curtisiae
Lepidosperma curtisiae är en halvgräsart som beskrevs av Karen Louise Wilson och Dennis Ivor Morris. Lepidosperma curtisiae ingår i släktet Lepidosperma och familjen halvgräs. Inga underarter finns listade i Catalogue of Life.